# Sierra de Cubitas
Sierra de Cubitas è un comune di Cuba, situato nella provincia di Camagüey.